# I Don’t Wanna Know
I Don’t Wanna Know (englisch für „Ich will (es) nicht wissen“) ist ein Lied des US-amerikanischen Sängers Mario Winans, das er zusammen mit der irischen Sängerin Enya und dem US-amerikanischen Rapper P. Diddy aufnahm. Der Song ist die erste Singleauskopplung seines zweiten Studioalbums Hurt No More und wurde am 17. Februar 2004 veröffentlicht.

## Inhalt
| Liedteil   | Künstler     |
| 1. Strophe | Mario Winans |
| Refrain    | Mario Winans |
| 2. Strophe | Mario Winans |
| 3. Strophe | P. Diddy     |

I Don’t Wanna Know handelt von einem Mann, der von seiner Freundin betrogen wird, aber davon nichts wissen will. Mario Winans singt den Text aus der Perspektive des lyrischen Ichs. Er berichtet, dass seine Freundin küssend mit einem anderen Mann gesehen wurde, doch möchte er sie nicht darauf ansprechen und die Wahrheit im Dunkeln lassen, da er sonst daran zerbrechen würde. Andererseits zerfressen ihn die Gedanken, was zwischen seiner Freundin und dem anderen Mann passiert. P. Diddy rappt in seiner Strophe ebenfalls aus Sicht des betrogenen Mannes: Er habe viel für ihre Beziehung getan und seiner Freundin auch die nötigen Freiheiten gelassen. Sie solle nicht einmal versuchen, ihn anzulügen. Letztendlich kommt er zu dem Schluss, dass es das Beste sei, wenn sie gehe. Der Hintergrundgesang im Lied stammt von Enya.

“I don’t wanna know

If you’re playin’ me, keep it on the low

’Cause my heart can’t take it anymore

And if you’re creepin’, please don’t let it show

Oh, baby, I don’t wanna know”

## Produktion
Der Song wurde von Mario Winans selbst produziert. Dabei nutzte er ein Sample des Lieds Boadicea von der irischen Sängerin Enya. Winans und Enya fungierten neben Nicky Ryan, Roma Ryan, Chauncey Hawkins, Michael Jones, Erick Sermon und Parrish Smith auch als Autoren des Stücks.

## Musikvideo
Bei dem zu I Don’t Wanna Know gedrehten Musikvideo führten Kevin DeFreitas und Chris Robinson Regie. Es verzeichnet auf YouTube über 80 Millionen Aufrufe (Stand: Februar 2025). Das Video zeigt zu Beginn Mario Winans, der auf einem Flügel spielt und singt. Anschließend ist er in einer Wohnung zu sehen, wo er sich an die Zeit mit seiner Freundin erinnert und sich gemeinsame Fotos ansieht, während er den Song singt. Dabei sitzt er auch mit Kleidung in einer Badewanne. P. Diddy rappt seine Strophe vor einer Wand, auf der verschiedene mit Liebe assoziierte Begriffe, wie „Love“, „Friends“ oder „Obsession“, stehen. Währenddessen schaut sich Mario Winans Videos von seiner Freundin auf einem Beamer an und schwelgt weiter in Erinnerungen an die einst gute Beziehung.

## Single

### Covergestaltung
Das Singlecover zeigt Mario Winans, der ein weißes Hemd und einen schwarzen Hut trägt und seine Hände ineinander gelegt hat. Im oberen Teil des Bilds befinden sich die Schriftzüge Mario Winans, I Don’t Wanna Know und Featuring Enya & P. Diddy in Weiß und Gelb. Der Hintergrund ist komplett schwarz gehalten.

### Titelliste
1. I Don’t Wanna Know – 4:17
2. Pretty Girl Bullsh*t (feat. Foxy Brown) – 4:22
3. I Don’t Wanna Know (Instrumental) – 4:17
4. I Don’t Wanna Know (Video) – 4:17

### Chartplatzierungen
I Don’t Wanna Know stieg am 10. Mai 2004 auf Platz eins in die deutschen Singlecharts ein und belegte in den folgenden beiden Wochen Rang zwei. Insgesamt hielt sich der Song 15 Wochen lang in den Top 100, davon neun Wochen in den Top 10. Im Vereinigten Königreich erreichte die Single ebenfalls die Chartspitze. Weitere Top-10-Platzierungen gelangen unter anderem in den Vereinigten Staaten, der Schweiz, den Niederlanden, Norwegen, Australien, Belgien, Dänemark, Neuseeland, Frankreich, Italien und Österreich. In den deutschen Single-Jahrescharts 2004 belegte das Lied Position zehn.
| ChartsChartplatzierungen       | Höchstplatzierung | Wochen |
| ------------------------------ | ----------------- | ------ |
| Deutschland (GfK)              | 1 (15 Wo.)        | 15     |
| Österreich (Ö3)                | 6 (20 Wo.)        | 20     |
| Schweiz (IFPI)                 | 2 (25 Wo.)        | 25     |
| Vereinigtes Königreich (OCC)   | 1 (17 Wo.)        | 17     |
| Vereinigte Staaten (Billboard) | 2 (30 Wo.)        | 30     |

| ChartsJahrescharts (2004)      | Platzierung |
| ------------------------------ | ----------- |
| Deutschland (GfK)              | 10          |
| Österreich (Ö3)                | 30          |
| Schweiz (IFPI)                 | 13          |
| Vereinigtes Königreich (OCC)   | 11          |
| Vereinigte Staaten (Billboard) | 7           |

### Verkaufszahlen und Auszeichnungen
I Don’t Wanna Know erhielt im Jahr 2018 in Deutschland für mehr als 150.000 Verkäufe eine Goldene Schallplatte. In den Vereinigten Staaten wurde es für über eine Million verkaufte Einheiten 2024 mit Platin ausgezeichnet.

| Land/Region                  | Auszeichnungen für Musikverkäufe (Land/Region, Auszeichnung, Verkäufe) | Verkäufe  |
| ---------------------------- | ---------------------------------------------------------------------- | --------- |
| Australien (ARIA)            | Platin                                                                 | 70.000    |
| Belgien (BRMA)               | Gold                                                                   | 25.000    |
| Deutschland (BVMI)           | Gold                                                                   | 150.000   |
| Neuseeland (RMNZ)            | Gold                                                                   | 5.000     |
| Norwegen (IFPI)              | Gold                                                                   | 5.000     |
| Vereinigte Staaten (RIAA)    | Platin                                                                 | 1.000.000 |
| Vereinigtes Königreich (BPI) | Silber (Physisch) · + Silber (Digital)                                 | 400.000   |
| Insgesamt                    | 2× Silber · 4× Gold · 2× Platin ·                                      | 1.655.000 |

Hauptartikel: Sean Combs/Auszeichnungen für Musikverkäufe